# Raoul Rigault

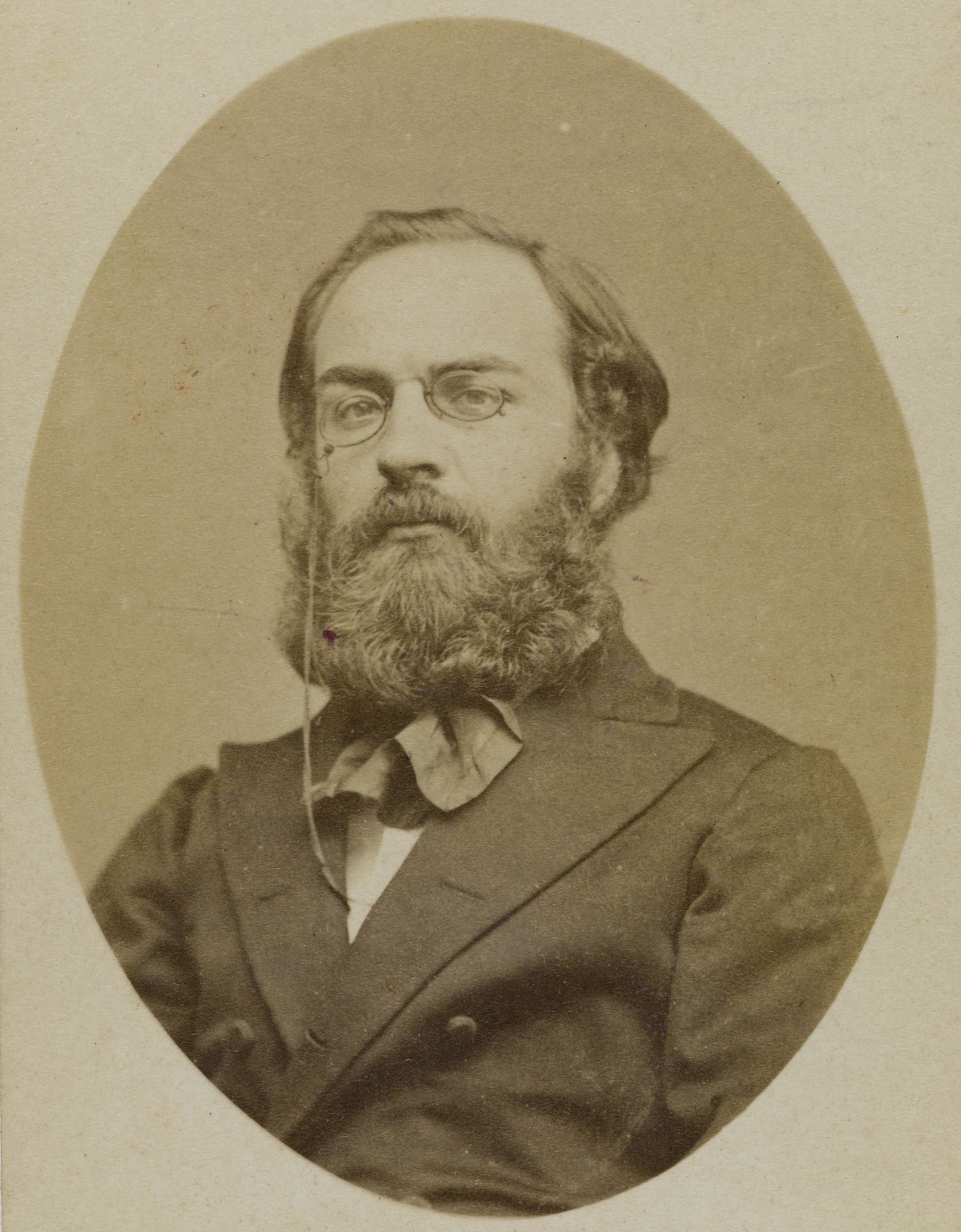
Raoul Rigault

Raoul Adolphe Georges Rigault (ur. 16 stycznia 1846 w Paryżu, zm. 24 maja 1871 tamże) – francuski dziennikarz i prokurator Komuny Paryskiej, blankista. 
Był synem radcy prawnego przy prefekturze policji w Paryżu. Zdobył wykształcenie średnie, planował studia na politechnice. Około 1865 r. zaczął się jednak angażować w politykę, stawiając sobie za cel budowę organizacji uczniów i studentów współpracujących z robotnikami w ich walce o lepsze warunki pracy i życia. W 1868 r. pisał do kilku gazet republikańskich, a następnie otworzył własną gazetę Demokryt, o profilu socjalistycznym i antyklerykalnym, co kosztowało go trzy miesiące więzienia. Przed 1870 r. trafił tam zresztą jeszcze kilkakrotnie, otrzymując niskie wyroki za działalność wywrotową. 
Z entuzjazmem powitał upadek II Cesarstwa, po proklamowaniu republiki otrzymał wysokie stanowisko w policji. Uczestniczył w powstaniach przeciwko Komitetowi Obrony Narodowej, przeciwko polityce którego napisał liczne artykuły. 20 marca, po opanowaniu Paryża przez komunardów, został mianowany szefem prefektury policji w Paryżu. Został też członkiem Rady Komuny z ramienia VII okręgu paryskiego.
Rigault, zwolennik politycznego radykalizmu, był odpowiedzialny za aresztowania zakładników, w tym arcybiskupa Paryża. Znany i wojujący antyklerykał, zorganizował również falę rekwizycji w kościołach w mieście i aresztowań księży i zakonników. 26 kwietnia te działania antyklerykalne zostały potępione przez Radę Komuny jako niepotrzebne, a Rigault musiał opuścić prefekturę policji. Otrzymał w zamian stanowisko prokuratora Komuny. 
W Krwawym Tygodniu, walczył na barykadach w Dzielnicy Łacińskiej. 24 maja został pojmany przez grupę wersalczyków i rozstrzelany. Żołnierze odarli jego ciało z ubrań i cennych przedmiotów oraz porzucili w rynsztoku.